# Фридерсдорф (Мульде)
Фридерсдорф (нем. Friedersdorf) — община в Германии, в земле Саксония-Анхальт.
Входит в состав района Биттерфельд. Подчиняется управлению Биттерфельд. Население составляет 1959 человек (на 31 декабря 2006 года). Занимает площадь 4,38 км².